# Hypodematiaceae
Ver Pteridophyta para una introducción a las plantas vasculares sin semilla
Las hypodematiáceas (nombre científico Hypodematiaceae) son una familia de helechos del orden Polypodiales, en la moderna clasificación de Christenhusz et al. 2011. La familia no fue reconocida por su predecesor sistema de Smith et al. (2006), de hecho estos géneros anteriormente nunca fueron asociados.

## Taxonomía
Introducción teórica en Taxonomía
La clasificación más actualizada es la de Christenhusz et al. 2011 (basada en Smith et al. 2006, 2008); que también provee una secuencia lineal de las licofitas y monilofitas.
- Familia 41. Hypodematiaceae Ching, Acta Phytotax. Sin.  13: 96 (1975).

3 géneros (Didymochlaena, Hypodematium, Leucostegia).

## Filogenia
Introducción teórica en Filogenia
Estos géneros tradicionalmente no fueron asociados. Hypodematium fue asociado con los helechos athirioides, Didymochlaena fue antes ubicado en Dryopteridaceae y Leucostegia en Davalliaceae. Muchos estudios (Liu  et al. 2007a, Tsutsumi & Kato 2006, Schuettpelz & Pryer 2007) han encontrado que están relacionados y probablemente son el clado hermano de 'Eupolypods I'. 

## Caracteres
Con las características de Pteridophyta.

### Otros proyectos wikimedia
- Wikimedia Commons alberga una categoría multimedia sobre Hypodematiaceae.
- Wikispecies tiene un artículo sobre Hypodematiaceae.

- Datos: Q9005873
- Multimedia: Hypodematiaceae / Q9005873
- Especies: Hypodematiaceae